# Tachypodoiulus styricus
Tachypodoiulus styricus är en mångfotingart som först beskrevs av Karl Wilhelm Verhoeff 1894.  Tachypodoiulus styricus ingår i släktet Tachypodoiulus och familjen kejsardubbelfotingar. Inga underarter finns listade i Catalogue of Life.